# Вернер Форст
Вернер Форст (нім. Werner Forst; 2 грудня 1892, Магдебург — 3 лютого 1971, Вісбаден) — німецький воєначальник, генерал-лейтенант вермахту. Кавалер Лицарського хреста Залізного хреста з дубовим листям.

## Біографія
Учасник Першої світової війни. Після демобілізації армії залишений в рейхсвері. З 1 жовтня 1936 року — командир 76-го артилерійського полку. Учасник Польської і Французької кампаній. З листопада 1940 року — в резерві. З 18 січня 1941 року — начальник 146-го артилерійського командування. З 22 грудня 1941 року — командир 293-ї, з 10 січня 1943 по 20 лютого 1944 року — 106-ї піхотної дивізії. Учасник Німецько-радянської війни. З 1 червня 1944 року — інспектор артилерії при командувачі Резервною армією. 9 травня 1945 року взятий в полон американськими військами. В червні 1947 року звільнений.

## Звання
- Фенріх запасу (3 квітня 1911)
- Фенріх (18 жовтня 1911)
- Лейтенант (18 серпня 1912)
- Оберлейтенант (28 листопада 1917)
- Гауптман (1 лютого 1926)
- Майор (1 липня 1934)
- Оберстлейтенант (1 жовтня 1937)
- Оберст (1 серпня 1939)
- Генерал-майор (1 лютого 1942)
- Генерал-лейтенант (1 січня 1943)

## Нагороди
- Залізний хрест
  - 2-го класу (1 жовтня 1914)
  - 1-го класу (16 вересня 1916)
- Орден «За військові заслуги» (Баварія) 4-го класу з мечами
- Хрест «За військові заслуги» (Австро-Угорщина) 3-го класу з військовою військами
- Нагрудний знак «За поранення» в сріблі
- Німецький імперський спортивний знак
- Почесний хрест ветерана війни з мечами (1935)
- Медаль «За вислугу років у Вермахті» 4-го, 3-го, 2-го і 1-го класу (25 років; 2 жовтня 1936) — отримав 4 нагороди одночасно.
- Медаль «У пам'ять 1 жовтня 1938»
- Застібка до Залізного хреста
  - 2-го класу (26 вересня 1939)
  - 1-го класу (20 жовтня 1939)
- Німецький хрест в золоті (14 березня 1942)
- Медаль «За зимову кампанію на Сході 1941/42»
- Лицарський хрест Залізного хреста з дубовим листям
  - лицарський хрест (29 серпня 1943)
  - дубове листя (№ 407; 22 лютого 1944)
- Відзначений у Вермахтберіхт (6 лютого 1943)